# Cádiz
Cádiz är en hamnstad i regionen Andalusien i södra Spanien. Staden är en av världens äldsta sjöstäder, anlagd omkring år 1100 f.Kr. av fenicierna. Cádiz är huvudstad i provinsen Cádiz och har cirka 120 000 invånare, med förorter cirka 650 000 invånare (inklusive Jerez de la Frontera). Staden är den äldsta i Europa som har varit bebodd oavbrutet.

## Stadsbild
Cádiz ligger på nordligaste klipplatån av en långsmal landtunga som skjuter ut från ön Leon i Cádizbukten och omges av en vall med bastioner samt de detascherade verken Cortadura San Fernando på landtungan i söder och San Sebastian väster om staden; den befästa bron Puente Suazo leder till fastlandet. Tre fort, som ännu finns kvar, byggdes för att behärska den inre och yttre redden: Santa Catalina, Matagorda och Puntales. Även en del av den gamla stadsmuren finns kvar, Las Puertas de Tierra.
På ön Leon ligger San Fernando med sjöarsenalen La Carraca. Det finns flera badstränder i Cádiz, som drar till sig många turister. Varje år har staden en karneval.
Bland offentliga byggnader märks den gamla och den nya katedralen på Plaza de la Catedral, den förra från 1260, den senare byggd 1722–1838. Den senare påbörjades av Vicente Acero, men avslutades långt senare, varför byggnaden har drag av både barocken och nyklassicismen. Plaza de Mina ligger i mitten av staden och är uppkallad efter Francisco Espoz y Mina, sedan ett franciskankloster gjordes till ett torg år 1838.
Industrialiseringen slog igenom sent i Cádiz. Fisket är en betydande näring. Fastän Cádiz är en av Spaniens viktigaste sjöhamnar är dess handel numera en skugga av forna tiders, då staden ensam förmedlade varuutbytet med spanska Amerika.

Karta över Cádiz 1662.

## Historia
Cádiz, det grekiska Gadeira (τὰ Γάδειρα), feniciernas Gadir ( גדר"fästning"), grundlades omkring 1100 f.Kr. av fenicierna som använde den vid sin handel med stadsstaten Tartessos. Enligt en grekisk legend grundades staden av Herkules efter hans tionde storverk. Under forntiden fanns ett tempel till den feniciske guden Melqart i Cádiz.
Sedan hamnade Cádiz under Kartago och var Hannibals militärbas när han besegrade södra Iberiska halvön. Därefter erövrades staden av Scipio Africanus, som kallade staden Gades, för Roms räkning (206 f.Kr.). Rom använde staden som marinbas. Under kejsar Augustus tid fanns fler än 500 equites i Cádiz; fler fanns bara i Rom och Padua. Det blev huvudstad i den romerska provinsen Augusta Urbs Julia Gaditana.
Vid romerska rikets fall bemäktigade sig visigoterna staden, varefter de antika byggnaderna förstördes, och det finns därför få fornlämningar av betydelse. Från dem erövrades staden 711 av morerna; 1262 blev spanjorerna herrar över densamma under Alfons X av Kastilien. Staden upplevde en renässans sedan Christopher Columbus avreste därifrån till Amerika på sin andra och fjärde resa. Därefter blev det ett centrum för den spanska handelsflottan. 1587 belägrades staden i tre dygn av engelsmannen Francis Drake. Staden intogs därefter ett flertal gånger av England, innan slaget vid Cádiz 1707 då de slutligen besegrades. Under alla dessa anfall skövlades staden.

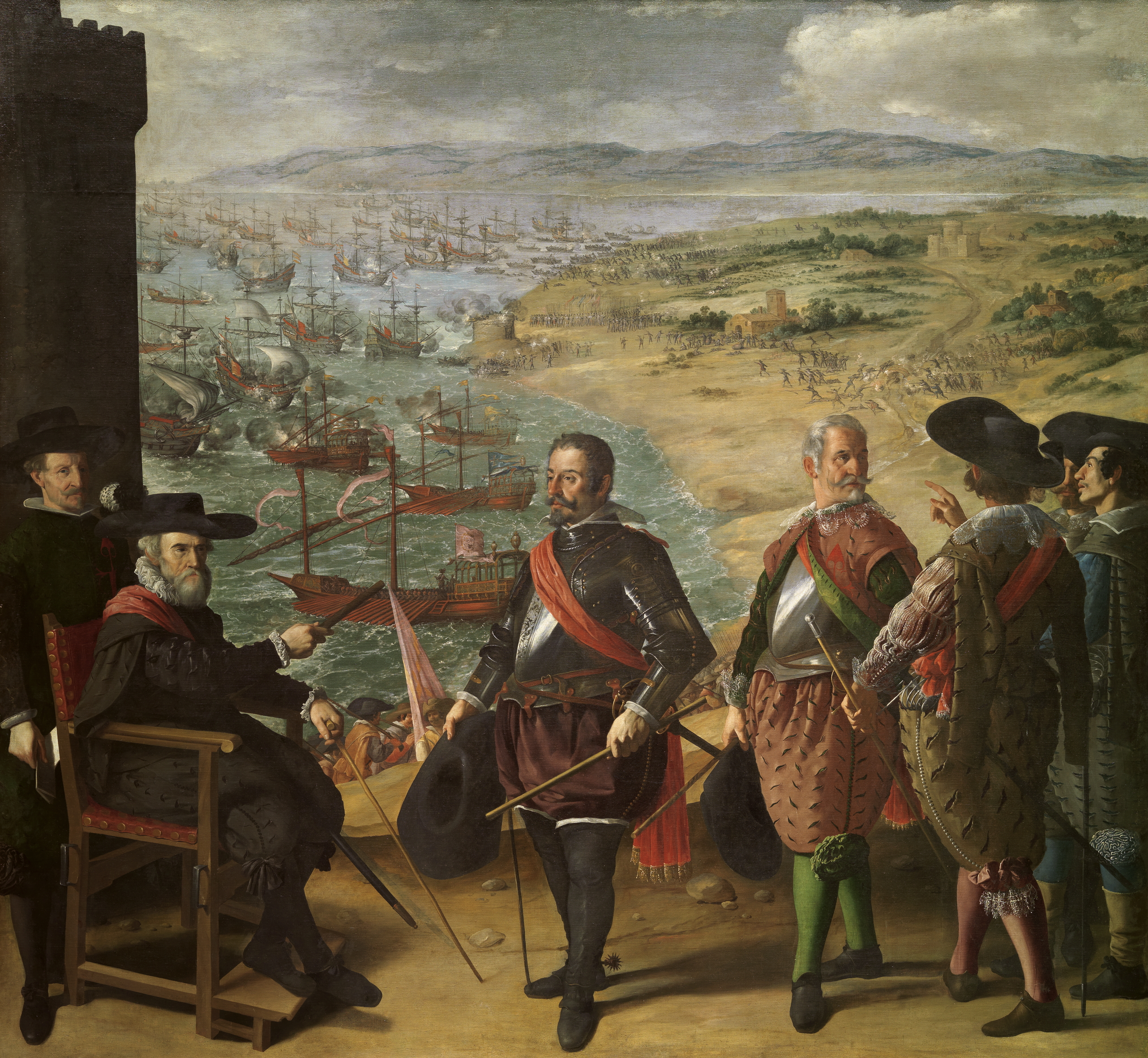
Försvar av Cádiz mot engelsmännen, av den spanske konstnären Francisco de Zurbarán, 1634 (Pradomuseet, Madrid).

Under 1700-talet överfördes den spanska handeln från Sevilla till Cádiz, vilket innebar guldår för staden. Under den epoken blev det en av landets största kosmopoler, med betydande invandring från bland annat Irland. Större delen av stadens historiska bebyggelse kommer från denna era. Guldåren tog slut med att Lord Nelson för England återigen anföll mot slutet av århundradet. Staden var en av de få som lyckades behålla sin frihet när Napoleon I stred om det europeiska herraväldet.
Cádiz Cortes (parlament) blev under början av 1800-talet centret för den liberala oppositionen mot Joseph Napoleon Bonaparte och 1812 antogs den spanska konstitutionen där. Detta ledde så småningom till att Ferdinand VII av Spanien fängslades där, vilket blev upptakten till slaget vid Trocadero (1823). 1868 var Cádiz utgångspunkten för den revolution som störtade Isabella II av Spanien. Efter införandet av federativ republik (1873) blev de socialistiska intransigenterna herrar över staden, vilken dock samma år befriades av regeringstrupperna.
Det romersk-katolska stiftet Cadiz y Ceuta tillhör ärkestiftet Sevilla, och grundades 1263 efter Reconquista. Stiftets mest kända person i historien är sannolikt Juan de Torquemada.